# Eduard Schulte
Eduard Schulte (ur. 4 stycznia 1891 w Düsseldorfie, zm. 6 stycznia 1966 w Zurychu) – niemiecki przemysłowiec, dyrektor spółki Giesche. Jako jeden z pierwszych ostrzegł o planowanej przez Niemców masowej eksterminacji Żydów.

## Spółka Giesche
Po przejęciu Górnego Śląska przez Polskę po plebiscycie w 1922 roku, niemieckie przedsiębiorstwa będące właścicielami hut i kopalni musiały przejść restrukturyzację. Spółka Georg von Giesches Erben (Spadkobiercy Gieschego) wydzieliła filię Giesche Spółka Akcyjna i zarejestrowała je jako polskie przedsiębiorstwo. W 1926 roku pakiet większościowy przejęło amerykańskie przedsiębiorstwo Anaconda Copper Mining Co. Schulte zastąpił wtedy na stanowisku poprzedniego dyrektora spółki, Carla Bessera.

## II wojna światowa i telegram Riegnera
Po zajęciu Górnego Śląska przez wojsko niemieckie spółka przeszła pod kontrolę wojska niemieckiego, jednak Schulte pozostał dyrektorem i wciąż podejmował kluczowe decyzje. Będąc na tym stanowisku, a co za tym idzie, mając kontakt z wieloma wysokimi urzędnikami III Rzeszy, dowiedział się o niemieckim projekcie eksterminacji Żydów – „Ostatecznym Rozwiązaniu Kwestii Żydowskiej”. Wykorzystując nabyte wcześniej kontakty handlowe z Żydami szwajcarskimi w Zurychu, postanowił on przekazać zdobyte przez siebie informacje Aliantom. Skontaktował się w tym celu z Gerhartem M. Riegnerem, członkiem (i późniejszym sekretarzem generalnym) Światowego Kongresu Żydów. W sierpniu 1942 Riegner wysłał telegram  do siedzib Kongresu w Londynie i Nowym Jorku. Dotarł on pod koniec miesiąca do amerykańskiego Departamentu Stanu. Zawierał przekazane przez Schultego dane o planowanej przez Niemców liczbie ofiar (3,5 do 4 milionów) oraz planach użycia komór gazowych. Informacje te zostały jednak potraktowane przez Aliantów jako pogłoska i wyolbrzymienie. Telegram Riegnera uważa się za pierwszą próbę przekazania tych informacji na Zachód.
W grudniu 1943 roku Gestapo wpadło na jego trop, jednak wcześniej ostrzeżony, zdołał uciec do Szwajcarii wraz z żoną.
Po zakończeniu wojny Schulte pozostał w Szwajcarii. Nie przyznał się do swojej działalności, a Riegner, poproszony przez Schultego o dyskrecję, odmówił podania źródła swoich informacji.